# 人見誠治
人見 誠治（ひとみ せいじ、1898年（明治31年）1月12日 - 1978年（昭和53年）1月16日）は、日本のジャーナリスト、マスメディア経営者。

## 経歴
1898年（明治31年）秋田市中亀ノ丁に生まれる。1915年（大正4年）に秋田中学校を卒業し、小学校代用教員などを務める。
1927年（昭和2年）、秋田魁新報社に入社。運動部記者、政経部記者を経て、計画部長兼地方部長、計画部長兼社会部長、業務局次長兼計画部長などを歴任し、1943年（昭和18年）取締役に就任する。以後、常務取締役業務局長、専務取締役を務め、1946年（昭和21年）11月代表取締役社長に就任、同社の経営に当たった。1953年（昭和28年）、ラジオ東北株式会社を設立（代表取締役社長）。1969年（昭和44年）には秋田魁新報社代表取締役会長に就任、以後1977年（昭和52年）3月まで会長職を務める。この間、共同通信社理事（1952年（昭和27年））、日本新聞協会理事（1952年（昭和27年））、同協会常任理事（1954年（昭和29年））なども務めた。1981年（昭和56年）、新聞人功労者として千鳥ヶ淵公園の「自由の群像」記念碑にその名を刻印された。
ジャーナリズム以外では、1948年（昭和23年）秋田県教育委員に当選（当時の教育委員は公選制）、1期4年間教育委員長を務めた。また1950年（昭和25年）から1977年（昭和52年）までの間、秋田県体育協会会長として県内の体育の振興に尽力した。1953年（昭和28年）の第3回参議院議員通常選挙に秋田県選挙区から出馬するが次点で落選。秋田国体開催の1961年（昭和36年）には体育振興の功績で秋田県文化功労章を受章している。また、日本体育協会の理事、常任理事、評議員のほか、日本国際連合協会秋田県本部長、秋田県育英会理事長、秋田県芸術文化協会会長などの役職も務めた。
1962年（昭和37年）には体育振興の功労で藍綬褒章を、1968年（昭和43年）には報道界の発展、青少年団体の育成、体育界の振興への功労で勲三等瑞宝章を、それぞれ受けている。
1978年1月16日、肺炎のため秋田県立脳血管研究センターにて死去。葬儀は秋田県立体育館で秋田魁新報社、秋田放送、秋田県体育協会の合同葬が営まれた。

## 脚註
1. 1 2 3 4 5 6 7 8  『秋田人名大事典』
2. ↑  【電通】マスコミ功労者顕彰
3. ↑  “秋田選挙区 - 第3回参議院議員選挙（参議院議員通常選挙）1953年04月24日投票 ｜ 選挙ドットコム”. 選挙ドットコム. 2022年9月30日閲覧。
4. ↑  訃報欄 人見誠治 （秋田魁新報社社長）『朝日新聞』1978年（昭和53年）1月17日朝刊、13版、23面